# Kanada i olympiska vinterspelen 1956
Kanada deltog med 35 deltagare vid de olympiska vinterspelen 1956 i Cortina d'Ampezzo. Totalt vann de en silvermedalj och två bronsmedaljer.

## Medaljer

### Silver
- Frances Dafoe och Norris Bowden - Konståkning.

### Brons
- Lucile Wheeler - Alpin skidåkning, störtlopp.
- Denis Brodeur, Charles Brooker, William Colvin, Alfred Horne, Arthur Hurst, Byrle Klinck, Paul Knox, Ken Laufman, Howard Lee, James Logan, Floyd Martin, Jack McKenzie, Donald Rope, George Scholes, Gerry Theberge, Robert White och Keith Woodall - Ishockey.